# Banner (hirdetés)

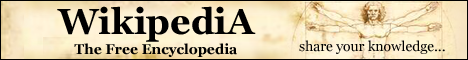
Banner

A banner (angolul wimpel, banier) egy olyan grafikai hirdetés, amely különböző méretű képkockákból áll. Ez lehet akár statikus is, egy egyszerű "plakát" formájában. Erre rákattintva az érdeklődő a hirdető honlapjára érkezik.

## Előzmények
Az első bannert a Wired (akkor még HotWired) használta 1994. október 27-én a saját honlapján. G.M. O'Connell, Bill Clausen, Joe McCambley és Andrew Anker ötlötte ki a bannert, ami az AT&T-nek volt a reklámja. 2013-ban O'Connell kijelentette, hogy szerinte a bannerek nemhogy nem segítik elő a reklámot, de inkább zavaró tényezőként vannak jelen, amikor az ember valamivel foglalkozik. Ezzel szemben kollégája, McCambley mégiscsak szerencsésebbnek találja őket, mint a reklámhirdetéseket.

## Alkalmazás
Egy banner tkp. egy JPEG-, GIF- vagy Flash-állomány, amely a szabvány méretével jelenik meg a keresőben. Ugyanakkor egyre gyakrabban találkozhatunk a HTML5-bannerekkel. Ez a típus az okostelefonokon és tableteken jelenik meg, ahol Flash-állománnyal nem találkozhatunk. Színek és animációk felhasználásával keltik fel az érdeklődést, aminek a Flash felel meg a legjobban, ugyanis az animáció reagál az egér mozgására. Ennek következtében lehetővé válik a látogatóval létrejövő interaktív kapcsolat.
Azok az oldalak, amelyeken banner jelenik meg, tehetik ezt fizetség ellenében, amit a hirdetőtől kérnek. Ez az alábbi kritériumok alapján történhet:
- megjelenés: ahányszor a hirdetés megjelenik;
- kattintás: ahányszor a bannerre kattintanak;
- következmény: a bannerre visszavezethető tranzakció, vagy a tranzakciós összeg bizonyos százaléka.

Az Online reklámirodák tervezik meg a bannereket egy hirdető, vagy egyéb: média-, vagy marketingiroda megbízásából. Az IP-cím, sütik, vagy egyéb beállítások alapján a bannerek képesek egy célcsoportot elérni. A Google Gmail egésze ezen alapján a teória alapján működik: az észlelt e-mail tevékenységet alapul véve olyan bannereket jelenítenek meg, amelyek nagy valószínűséggel egybeesnek az illető érdeklődési körével.
Ellenár nélkül is lehet bannereket megjeleníttetni, ilyenek a jótékonysági hirdetések, vagy tiltakozások.

## Reakciók
Az emberek nagy részét zavarják a bannerek, éppen ezért egyre inkább keresik az interneten való hirdetés legmegfelelőbb formáját. Éppen az előbbiek miatt volt rövid életű az az agresszív forma, amelyben sok volt a felbukkanó ablak (pop-up és pop-under), valamint az oldal eltakarása. Ezt a fajta reklámot végül túlzó jellege miatt felváltotta 2008-ban a használatos "high media" Flash-alkalmazás, amely - amennyiben körültekintéssel teszik azt, - csak akkor foglal el nagyobb helyet a képernyőn, ha az ember rámegy az egérrel.

## Típusok

Standard web banner méretek, az Interactive Advertising Bureau (IAB) ajánlása

Különbséget kell tennünk a banner két fajtája között. Az ú.n. key-word banner egy olyan reklám megjelenési forma, ami akkor bukkan fel, ha a hirdetés tartalma megegyezik egy keresés tartalmával. A reklámnak ez a fajtája célspecifikus. A másik típus az ú.n. random banner , amely véletlenszerűen bukkan fel, a már korábban megjelent bannerek alapján. A reklámnak ezzel a formájával a szélesebb közönséget kívánják elérni.
A reklámozók szempontjából nézve a leggyakoribb banner megjelenési típusok:
- 728 x 90 pixel, "szélesvásznú" (leaderboard): ez a banner 2004. közepén jelent meg Európában.
- 468 x 60 pixel, "teljes banner" (full banner): 2004-ig a leggyakrabban használt forma, ezt váltotta fel az előző.
- 300 x 250 pixel, "közepes téglalap" (medium rectangle): ez a forma a legkedveltebb, mert a legalkalmasabb a kedvező hatás elérésére ('rich media content').
- 336 x 280 pixel, "nagy téglalap" (large rectangle): a "közepes téglalap" nagyobb változata.
- 120 x 600 pixel, "felhőkarcoló" (skyscraper): ez azért népszerű, mert magas a továbbklikkelési aránya. Ez egy magas, álló banner.
- 160 x 600 pixel, "széles felhőkarcoló" (brede skyscraper): nem gyakran használatos.
- 234 x 60 pixel, "fél banner" (half banner): 2003 végéig forgalomban lévő formátum.
- 120 x 60 pixel, "gomb" (button): 2002-ig érvényben levő formátum, ami azóta jóformán teljesen eltűnt.

A bannerek hatékonyságát nem csak a mérete határozza meg. Az érdekesség, az aktualitás, a holnap, amelyen megjelenik, valamint az, hogy a banner azonnal felbukkan-e, vagy előbb görgetni kell a lapon, mielőtt láthatóvá válik, mind-mind fontos tényezők.

## Fordítás
Ez a szócikk részben vagy egészben  a   Reclamebanner című holland Wikipédia-szócikk ezen változatának fordításán alapul.  Az eredeti cikk szerkesztőit annak laptörténete sorolja fel. Ez a jelzés csupán a megfogalmazás eredetét és a szerzői jogokat jelzi, nem szolgál a cikkben szereplő információk forrásmegjelöléseként.